# Hasan Paša Predojević
Hasan Paša Predojević  (turško Telli Hasan Paşa, bosansko Gazi Hasan-paša Predojević) je bil peti beglerbeg Bosanskega pašaluka in slaven osmanski vojaški poveljnik bosanskega porekla, ki je med osmanskimi vojnami v Evropi vodil napade na habsburško Kraljevino Hrvaško, * okoli 1530, Bosna, Osmansko  cesarstvo,  † 1593, Sisak, Kraljevina Hrvaška, Habsburška monarhija. 

## Mladost
Rojen je bil kot Nikola Predojević v srbskem klanu Predojević iz vzhodne Hercegovine. Po Muvekkitu Hadžihuseinoviću je bil rojen v Lušci Palanki v Bosanski Krajini.  Vzdevek Hersekli (Hercegovec) kljub temu kaže, da bil iz Hercegovine, natančneje iz Bijele Rodine pri Bileći. Njegova družina je izvirala iz Klobuka.
Osmanski sultan je v svojo knjigo zapisal, da je od pomembnega gospoda Predojevića iz Hercegovine dobil prošnjo, da se 30 majhnih srbskih otrok, vključno s  Predojevićevim edincem Jovanom in nečakom Nikolo, vzame v Carigrad v sultanovo službo (devširme). Še zelo majhen Nikola je bil odpeljan na sultanov dvor v Carigrad kot acem-i oğlan (tuj otrok), kjer so ga spreobrnili v islam in ga preimenovali v Hasana. Na dvoru je napredoval na položaj glavnega sokolarja in poveljnika sokolarjev (çakircibaşa).
Po imenovanju za beglerbega Bosne je Telli Hasan Paša obnovil samostan Rmanj, v katerem je bil njegov brat, srbski pravoslavni menih Gavrilo Predojević. V Polju, Grabovica, v občini Bileća je zgradil mošejo.

## Osmanska služba

### Sandžakbeg Szegeda
med vladanjem Murata III. (1574–1595) je postal sandžakbeg Szegedskega sandžaka, kjer je ostal do junija 1591.

### Beglerbeg Bosne
Leta 1591 je bil povišan v beglerbega (generalni guverner) Bosanskega ejaleta (pašaluk). Kot bojevit in dinamičen vojaški poveljnik je okrepil vojsko svojega pašaluka z nabavo boljših konj in postavil most čez Savo v Gradiški, ki je omogočil lažje manevriranje med Bosno in Slavonijo.
Avgusta 1591 je brez vojne napovedi napadel Habsburško Hrvaško in prodrl do Siska. Po štirih dneh borb se je moral umakniti. Hrvaški ban Tomaž Erdedi je je v protinapadu   osvojil večino Moslavine. Isto leto je ponovno napadel in zavzel mesto Ripač na Uni. Njegova napada sta prisilila hrvaškega bana, da je konec januarja 1592 razglasil splošno mobilizacijo za obrambo države.
Zgleda, da so bile Hasan Pašine operacije v nasprotju z interesi in politiko centralno osmanske vlade v Carigradu,  ki je s Habsburžani leta 1590 sklenila devetletno premirje. Hasan Paševa vojska okoli 20.000 janičarjev je kljub temu še naprej vdirala na Hrvaško s ciljem osvojiti strateško pomembno trdnjavo Senj in njeno pristanišče in seveda eliminirati uskoke. Sveti rimski cesar Rudolf II. je zaradi njegovih napadov poslal v Carigrad svojega ambasadorja s prošnjo, da se Hasan Paša odstrani z njegovega položaja, sicer se bo sklenjeno premirje končalo.  Ambasadorju so odgovorili, da ja Hasan paša sultanov izbranec z nalogo, da brani Osmansko cesarstvo pred zunanjimi agresorji.
Odgovor je Hasan Pašo opogumil. Napadel je Bihać in ga po osmih dneh obleganja 19. junija 1592 osvojil. Osvojil je tudi nekaj drugih trdnjav  v njegovi okolici. Dokumenti pričajo, da je umrlo skoraj 2.000 branilcev Bihaća  in da je bilo iz mesta kot krvni davek odpeljano okoli 800 otrok. Hasan Paša je v Bihaću pustil vojaško posadko in v bližini mesta zgradil dve trdnjavi. Poveljstvo v trdnjavah je prepustil Rustem Begu, poveljniku milice velikega vezirja Ferhad Paše. Hasan Paša je v dveh letih do tal požgal 26 mest ob hrvaški meji in odpeljal okoli 35.000 vojnih ujetnikov.
V okolico Bihaća je leta 1592 in 1593 ukazal naseliti pravoslavne Srbe (Vlahe), na katere se je popolnoma zanesel in jih uporabil za svoje vojake. Po uradnih poročilih so se Vlahi leta 1593 naseli v okolici Brekovice, Ripača, Ostrvice, Vrle Drage do Sokolca. Skupaj z Vlahi iz vzhodne Hercegovine se je v Pounje priselilo tudi nekaj turških in bosanskih aristokratov in zemljiških posestnikov. Število priseljencev je bilo tako veliko, da so tvorili znaten del populacije v regiji.
Hasan Paševa vojska je na prvih pohodih naletela na šibak odpor. Osvojila je številna uskoška naselja, v katerih je pobila ali zasužnjila vse prebivalce in naselja požgala. Oblegala in osvojila je Senj in pobila celotno uskoško populacijo. Hasan Paša je bil za svoje dosežke povišan v vezirja.  
Naslednje leto se je odločil za globlji prodor na Hrvaško.  Z vojsko okoli 20.000 mož je tretjič poskušal osvojiti Sisak in bil v bitki pri Sisku popolnoma poražen, on sam pa se je med bitki  utopil. Padli so tudi njegov brat Džafer Beg, guverner sandžaka Pakrac-Cernica, sultanov nečak  Mehmed Paša, guverner Hercegovskega sandžaka, Opardi Beg, guverner sandžaka Klis-Livno, in veliko drugih nosanskih muslimanskih paš, begov in ag iz njegovega spremstva. Po Mustafi Naimi  "se je tudi Hasan Paša srečal s svojo usodo. Padel je v vodo skupaj z enim od mostov, ki jih je ukazal podreti, da ga ne bi mogli zasledovati. Takšen je bil rezultat tistega  groznega dne". Obleko utopljenega Hasan Paše so odnesli v Ljubljano in iz nje sešili mašni plašč, ki ga je nosil škof med zahvalno mašo.

## Zapuščina
Na mestu, kjer je bil pokopan, so Predojevići z dovoljenjem sultana Murata III. zgradili samostan.  Sultan jim je hkrati z dovoljenjem poklonil metohiji  Kolunić in Smiljan. Safvet-beg Bašagić ga je opeval kot  zaslužnega generala in državnika in velikega in neustrašnega heroja.